# Быченко, Дмитрий Сидорович
Дмитрий Сидорович Быченко — советский хозяйственный, государственный и политический деятель, Герой Социалистического Труда.

## Биография
Родился в 1925 году в селе Маломихайловское. Член КПСС.
Участник Великой Отечественной войны, телефонист взвода связи 3-го стрелкового батальона 177-го стрелкового полка 236-й стрелковой дивизии. С 1946 года — на хозяйственной, общественной и политической работе. В 1946—1994 гг. — механизатор колхоза «Молодой коммунар», комбайнер колхоза имени Кирова Криничанского района Днепропетровской области Украинской ССР.
Указом Президиума Верховного Совета СССР от 23 июня 1966 года присвоено звание Герой Социалистического Труда с вручением орден Ленина и золотой медали «Серп и Молот».
Умер в селе Маломихайловка в 2016 году.